# 李凤芹
李凤芹（1962年—），天津人，汉族，中华人民共和国政治人物，第十一届全国人民代表大会天津地区代表。

## 生平
毕业于北京交通大学。担任铁三院教授，桥梁高级工程师。2008年，当选为全国人大代表。